# Hadamar
Hadamar és una petita ciutat del districte Limburg-Weilburg a Hessen, Alemanya.
Hadamar és coneguda per la seva Clínica Forense, Centre per Social Psychiatry, situada a la vora de ciutat, i on en els edificis exteriors també es troba el Memorial de Hadamar que recorda l'assassinat de persones amb discapacitat i malalties mentals durant l'època del Partit Nacional Socialista dels Treballadors Alemanys.
Hadamar es troba a 7 km al nord de Limburg an der Lahn entre Colònia i Frankfurt del Main en la vora sud del Westerwald a alçades entre 120 i 390m per sobre el nivell del mar.
La ciutat està formada per vuit comunitats anteriorment autònomes.
- Hadamar (Ciutat principal)
- Niederhadamar
- Niederzeuzheim
- Oberzeuzheim
- Steinbach
- Oberweyer
- Niederweyer
- Faulbach